# Чхонджінський трамвай
Чхонджінський трамвай (кор. 청진궤도전차, ханча: 淸津軌道電車) — громадська трамвайна система в Чхонджіні в КНДР. Лінія відкрита в 1999 році. Зараз працює одна лінія.

## Історія
Регулярна експлуатація трамвайної колії стандартної колії розпочалася 2 липня 1999 року. Спочатку вона була довжиною шість кілометрів, а згодом була подовжена на сім кілометрів. Нібито, згідно з Чосон Сінбо, існували плани продовжити лінію до станції Chongjin із запланованою датою відкриття в жовтні 2002 року, хоча це не підтверджено в інших місцях.

## Лінії
- Сабон-дон — Південний Чонджін — Пончхон-дон

## Рухомий склад
Чхонджінський трамвай використовує кілька одновагонних трамваїв місцевого виробництва та один зчленований трамвай. Усі транспортні засоби виробляє Chongjin Bus Factory. Ці одиночні трамваї дуже схожі на Tatra T6B5, але мають ще одне вікно з кожного боку та не мають резисторного обладнання на даху. Зчленований трамвай швидше виглядає як Tatra KT8D5 без середньої секції.